# Hatfield Heath
Hatfield Heath is een civil parish in het bestuurlijke gebied Uttlesford, in het Engelse graafschap Essex met 1930 inwoners.